# Sedjenane
Sedjenane este un oraș în Guvernoratul Bizerte, Tunisia.